# 脳波

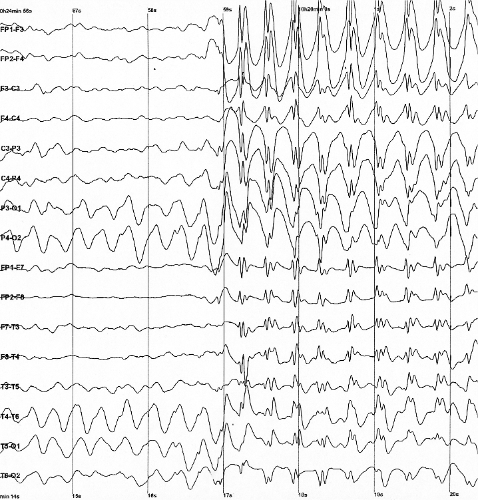
ヒトの脳波

脳波（のうは、英: Electroencephalogram：EEG）は、ヒト・動物の脳から生じる電気活動を、頭皮上、蝶形骨底、鼓膜、脳表、脳深部などに置いた電極で記録したものである。英語の忠実な訳語として、脳電図（のうでんず）という呼び方もあり、本来は「脳波図」と呼ぶべきであるが、一般的には「脳波」と簡略化して呼ばれることが多い。脳波を測定、記録する装置を脳波計(Electroencephalograph：EEG)と呼び、それを用いた脳波検査(electroencephalography：EEG)は、医療での臨床検査として、また医学、生理学、心理学、工学領域での研究方法として用いられる。検査方法、検査機械、検査結果のどれも略語はEEGとなるので、使い分けに注意が必要である。
個々の神経細胞の発火を観察する単一細胞電極とは異なり、電極近傍あるいは遠隔部の神経細胞集団の電気活動の総和を観察する（少数の例外を除く）。脳波の起源としては視床の電気シナプスによって時間的空間的に同期した神経細胞群の活動が大脳皮質に投射したものが電気的に観察されるとする説が有力である。
近縁のものに、神経細胞の電気活動に伴って生じる磁場を観察する脳磁図（のうじず、Magnetoencephalogram：MEG）がある。脳磁図では神経活動をミリ単位の部位の精度とミリ秒単位の時間分解能で観察することが可能である。

## 脳波研究の歴史
- 1875年 イギリスの科学者リチャード・カートン (en:Richard Caton) が動物の生体脳に電気現象がみられることを報告。
- 1929年 ドイツの精神科医ハンス・ベルガーによるヒトでの初めての報告。
- 1935年 ケンブリッジ大学の神経科学者エドガー・エイドリアンと、当時その留学生であった東京大学医学部生の山極一三がより詳細な報告を行い、アルファ波を｢ベルガーリズム」と命名 (Adrian and Yamagiwa, 1935)[2]。この論文により山極一三は日本人初の脳波研究者となる。ただし山極が帰国後に脳波研究を行うことはなかった。
- 1936年 日本の東北帝国大学助教授松平正壽が脳波増幅器を試作。その後、1943年までに北海道帝国大学や東京帝国大学で製作された。
- 1942年 名古屋帝国大学教授の勝沼精蔵が「脳波」という呼び方を提案。
- 1947年 「脳波研究委員会」（委員長・本川弘一東北大学教授）が発足。
- 1951年 三栄測器が日本国産初の脳波計を商品化。日本大学文理学部に納入され、ペットネームは「木製号」と命名。同大学の山岡淳(後に日本大学名誉教授)により心理学の研究に使用された（山岡淳の寄贈により現在は印旛医科器械歴史資料館所蔵）。
- 1958年 JIS規格「脳波計」（JIS T1203[3]）発効。
- 1981年 アメリカ合衆国の物理学者ポール・ヌニェスが『脳の電場』第1版を出版。頭皮上計測脳波を神経活動によって構成される電流源との関係から場の理論を用いて記述した。[4]
- 1992年 アメリカ合衆国とドイツで脳波モニターの開発。

最近の流れ
- - 多チャンネル化
  - コンピュータの進歩により双極子追跡法など様々な解析が可能に。

## 脳波の観察・解析
波形を直接記録するものと、波形に何らかの加工を行って解析する方の2つに分けられる。
- 直接記録する方法はしばしば臨床検査として用いられる。 背景脳波（基礎律動）や突発活動（てんかん波形など）を観察する。各種のてんかん、ナルコレプシー、変性疾患、代謝性疾患、神経系の感染症、脳器質的疾患、意識障害、睡眠障害、精神疾患などの診断の補助・状態把握などに用いられる。
- 波形の加工の方法として、主なものに加算平均法、双極子推定法、周波数解析、コヒーレンス法、主成分分析、独立成分分析などがあり、一部は臨床でも用いられている。

## 記録方法

国際10-20法の電極配置

脳波の導出には、電極の配置位置、およびそれらの電極の組み合わせという要素が関わる。

### 電極の配置位置
通常の検査や実験では、電極を国際10-20法（こくさいten twentyほう）に従って配置するのが最も一般的である。国際10-20法では頭皮を10%もしくは20%の等間隔で区切り、計21個の電極配置位置を決定する。

### 電極の組み合わせ
耳朶（あるいは鼻、顎など）を電気的に不活性とみなし、耳朶電極（無関電極）・頭皮上電極（関係電極）間の電位差の変動を記録した場合、これを単極導出と呼ぶ。頭皮上電極どうしの電位差の変動を記録した場合、双極導出と呼ぶ。単極導出の場合、関係電極の入力が無関電極の入力に対し電気的に陰性の場合、記録紙のペンが上へ振れる。単極導出法では基準電極の活性化など問題もあるため平均電位基準電極導出法を併用することがある。しかし平均電位基準導出法ではどこかの誘導で高電位が出現するとそれが全体に影響するという問題もある。

### 頭皮電極・脳表電極
電極は通常、頭皮上に設置されるが、開頭して脳表に設置されるケースもある。
- 頭皮上電極
  - 21個の電極を国際10-20法に従って配置することが多い。しかし研究目的などではもっと多数（60個など）の電極を配置したり、モニタリング目的などでは逆に数個のみの電極を使用したりする。
  - 電極は円盤電極や皿状電極を導電性ペーストや特殊な帽子で頭皮に固定する場合と、針電極を皮内に挿入する場合、スポンジに電解質溶液を満たした電極をバンドなどで固定する場合がある。
  - 長所は、針電極の場合を除き基本的に侵襲性がないこと、安価なことである。しかし短所として、導電率の異なる脳、硬膜、脳脊髄液、頭蓋骨、皮膚などを通して観察することによる空間分解能の低さ、高周波の活動の低減、頭皮との接触不良による雑音混入、筋電図の混入などがある。
- 脳表電極
  - 設置には開頭手術が必要であり、侵襲は大きい。
  - しかし空間分解能が高い、頭皮上電極では記録しにくい脳底面などの部位にも電極を配置することができるなどの長所がある。
  - 難治性てんかんの外科的治療の術前検査などとして行う。

### 電極接触抵抗
電極接触抵抗は交流インピーダンスによる測定で行う。インピーダンスは10Hzにおける値をもって代表値とし、各電極の接触インピーダンスは10kΩ以下が望ましいとされている。

### 記録
記録速度
標準的な記録速度は30mm/secで記録される場合が多い。
記録感度
50µV/5mmで記録されることが多い。機種によっては50µV/7mmのものもある。

## 脳波モニター
筋弛緩剤の使用、神経変性疾患などの場合、異常な脳活動（てんかん発作）があっても発見できない。このような場合に、3個から5個の電極を用いて持続的に脳波を監視する。極端な過鎮静を検出する目的もある。脳低温療法など、日余に渡り筋弛緩剤を使用する場合に有用である。
また装置自体が安価で使用も容易なため、医学以外の領域での脳研究に使用されることもあるが、あくまで簡易な装置であるため、その実験結果のみを基にした理論（ゲーム脳など）には疑問の声も多い。
二波長指数(BIS:bispectral index(en))は専用の装置を用いて計算する尺度で、100が覚醒、0が脳死状態である。手術中の麻酔深度の管理に使用される。全身麻酔における至適な鎮静レベルは40 - 60といわれている。BISはフーリエ変換を基本としているが、詳しいアルゴリズムは公開されていない。

## 脳波判読

### 正常脳波

#### 基礎律動
ほぼ全般性、持続性に出現し、脳波の大部分を形成する特定の脳波活動を基礎律動（背景脳波）という。基礎律動は覚醒度、年齢、薬物によって変化し、基礎律動が異常を示す病態もある。基礎律動には周波数帯域ごとに以下のように名前が付けられており、それぞれ異なった生理学的な意義を有している（ギリシャ文字が周波数順になっていない点に留意が必要である）。
| 名称 | 読み       | 周波数帯域 |
| ---- | ---------- | ---------- |
| δ波  | デルタ波   | 1-3Hz      |
| θ波  | シータ波   | 4-7Hz      |
| α波  | アルファ波 | 8-13Hz     |
| β波  | ベータ波   | 14-Hz      |

一般に健常者では、安静・閉眼・覚醒状態では後頭部を中心にα波が多く出現する。また睡眠の深さ（睡眠段階）は脳波の周波数などに基づいて分類されている。健常成人の安静覚醒閉眼時では、後頭部優位に出現するα波が基礎律動となる。25～65歳の正常成人では9～11Hzのαが後頭部優位に出現し、開眼、光、音刺激などで抑制される。周波数の変動は1Hz以内である。
α波を基準としてそれよりも周波数の遅い波形を徐波、周波数の早い波形を速波という。振幅は正常人は20µV - 70µVであり、これを中等電位という。20µV以下で低電位、100µV以上で高電位ということがある。30mm/secで50µV/5mmで記録されることが多い。
覚醒度
意識障害の程度を調べるのに脳波が重要であることがある。また覚醒度自体が常に脳波に影響を与える。覚醒度が低下すると後頭部のα波の連続性が乏しくなり、その周波数も遅くなり、振幅が低下する。入眠期に徐波が出現した場合は覚醒度が高い時に出現する徐波に比べて病的な意義は少ない。
年齢
出生から思春期の間は、脳波の基礎律動は概ね速波化していく。そして思春期から初老期まで基礎律動の周波数は殆ど変化がなく、初老期以降は概ね年齢とともに徐波化していく傾向がある。
薬物
フェニトイン、フェノバルビタール、ベンゾジアゼピン系の薬物により前頭部に速波が出現する。カルバマゼピンはθ帯域が混入する。フェノチアジン系は徐波と鋭波が混入する。

#### 基礎律動をつくる波形の意義
α波
α波は頭部後方部分に覚醒時出現する8Hz - 13Hzの律動であり、精神的に比較的活動していないときに出現する。注意や精神的努力によって抑制、減衰する。加齢により徐波化する傾向がある。α波の発生説にはいくつか存在するが、Andersenらの仮説では皮質のα波は視床からの入力によるものであり、視床におけるペースメーカーが皮質リズムを形成し、視床の反回性抑制ニューロンがリズムの周波数を作っているとしている。Nunezらの説では皮質と皮質間を結ぶ長い連合線維によって生じるとされている。Andersenらの仮説では視床ニューロン群に発生する脱分極、過分極からなるシナプス後電位の律動性振動によって作られる。脳波律動の周波数は視床ニューロンの膜電位水準に依存している。開眼により覚醒度が上がると脱同期状態となりβ波が出現する。中等度の過分極状態では睡眠紡錘波、深い過分極ではδ波となる。この視床ニューロンの膜電位水準は覚醒レベルを調節する脳幹網様体ニューロンの活動性で制御されている。
β波
β波は14Hz以上の律動を示す。30Hz以上でγ波と分類することもある。もっともよく認められるものは前頭部から中心部に記録される。多くは30μV以下である。その起源は扁桃体や海馬が考えられているが明らかになっていない。
θ波
θ波は4Hz - 8Hzの律動を示す。α波が徐波化して出現する場合は後頭葉優位であり、傾眠時は側頭葉優位に出現する。 

### 基礎律動の異常
基礎活動の異常としては周波数の異常、電位の異常、分布の異常などに分けることができる。
周波数の異常
周波数の異常には基礎律動の徐波化などがあげられる。限局性の徐波化であればどの電極近傍に腫瘍、炎症、てんかん焦点といった病変が存在する可能性がある。広範な徐波化であれば脳形成障害、広範な病巣や脳症、病巣の多発、内分泌代謝異常、外来物質の影響、脳変性疾患の可能性がある。
電位の異常
分布の異常

### 睡眠時脳波
| 睡眠段階  | 特徴的波形                                 |
| --------- | ------------------------------------------ |
| stage W   | α波                                        |
| stage 1   | α波の減少、V波（hump）                     |
| stage 2   | 睡眠紡錘波(spindle)、K複合波               |
| stage 3   | δ波（20% - 50%）                           |
| stage 4   | δ波（50%以上）                             |
| stage REM | 低振幅脳波に急速眼球運動（REMs）が出現する |

中脳網様体―視床―皮質の連絡によって波形の成り立ちは説明される。睡眠が深くなると中脳網様体、視床、皮質の順に求心性支配が順次減少すると考えられている。突発波と誤りやすいものに睡眠第一段階で認められるhumpが知られている。入眠時はα波がほとんど消失するためhumpの場合は後頭部にα波が認められないといった点などが鑑別の役にたつ。
覚醒段階（stageW）
閉眼覚醒ではα波のほか、高振幅の持続性筋電図、急速眼球運動（REMs）や瞬目もしばしば出現する。このα波は皮質―皮質間の神経路で発生すると考えられている。
睡眠第1段階
まどろみ期、入眠期といわれる。うとうとした状態である。覚醒時に認められたα波の連なりはリズムを失い徐々に平坦化してくる。低電位の徐波、即ちθ波が不規則に出現しβ波も混ざる。α波が覚醒期の50%以下になると睡眠第1期とする。第一段階の後半になると頭蓋頂鋭波（humpまたはV波）が出現する。頭蓋頂鋭波は左右頭頂葉優位の鈍く尖った高電位の徐波である。中脳網様体からの視床や皮質への求心性入力が減少することでα波の形成は減少すると考えられている。
睡眠第2段階
軽い寝息を立てるくらいの状態である。睡眠紡錘波（spindle）とK複合波（K complex）が出現する。睡眠紡錘波は頭頂部に出現する12Hz - 14Hz程度の波形である。K複合波は頭蓋頂鋭波に似た二相性ので高振幅の徐波とそれに続く速波で構成される複合波である。睡眠紡錘波は網様視床核がペースメーカーとなり、それが皮質に投射される、視床―皮質回路で形成されている。中脳網様体の求心性入力が減少することで視床―皮質の神経路が独立性を持ち睡眠紡錘波を形成するようになる。
睡眠第3段階
2Hz以下で頂点間振幅が75μV以上の徐波（δ波）が、20％以上50％未満を占める段階である。かなり深い睡眠であり、よほど強い刺激でないと知覚されない。通常の脳波検査ではこの段階までいくのは稀である。第3段階と第4段階を合わせて徐波睡眠という。視床からの求心性入力が減少することで皮質が独立性をもち多形性のδ波を形成する。
睡眠第4段階
2Hz以下、75μV以上の徐波（δ波）が50％以上を占める状態である。
REM睡眠
上記の睡眠段階は主にノンレム睡眠である。レム睡眠は脳波に睡眠第一段階に類似した低振幅パターンが出現すること、急速眼球運動（REMs）が出現すること、身体の姿勢を保つ抗重力筋筋緊張低下を三徴とする。脳波のみでは睡眠第一段階とレム睡眠の区別は困難である。ナルコレプシーの患者では覚醒時から急速にレム睡眠に移行する。また、レム睡眠中に刺激を与え、起こすと夢を見ていたと述べることが多い。

### 異常脳波
異常脳波には非突発性異常と突発性異常の2つが知られて。突発性の意味とは持続的な基礎律動の異常ではなく、突然始まり、突然終わる一過性の波形という意味である。

#### 非突発性異常
非突発性異常は主に脳波の基礎律動と振幅の異常であるが実際問題として最も重要なのは徐波である。
α波の徐波化
基礎律動の徐波化は多くの場合は脳の機能低下を示している。前述のように分布を確認することで原因を推定できることもある。開眼や音刺激を加えてもα波の出現が悪く、徐波が出現する場合は大脳皮質の機能低下と考えられる。成人では安静時にδ波が出現すれば明らかに異常であり、θ波でもはっきり目立つ程度に出現すれば軽度の異常である。
異常速波
高振幅速波が基礎律動となる場合がある。薬剤性が多いが、内分泌疾患などでも起りえる。基礎律動として側波が異常脳波としてみなされるのは異常に高振幅であるときのみである。
α波をはじめ正常の構成成分の異常
局所性振幅の減少や消失、局所性の振幅の増加、局所性の徐波化、位相の乱れなどが認められることがある。障害部位においては覚醒時脳波（α波、徐波、速波など）の振幅が低下したり増大したりする。睡眠時脳波でも速波、紡錘波、徐波、K複合波などが患側では振幅が減少したり、欠如する。こういった現象をlazy activityという。
組織化不良
基礎律動の周波数変動は1Hz以内が正常であり、それを超えると脳波は不規則に見える。このとき組織化不良という。
局所性徐波
半球性に白質ないし皮質が障害された場合には持続性多形性δ活動（PPDA）が出現する。PPDAは局所性脳病変のマーカーである。振幅、周波数、持続性、刺激に対する反応性が障害程度の指標となる。持続性徐波は重度脳障害を、間欠的徐波は軽い脳障害を示唆する。反応性がない徐波はより障害が強い。
広汎性徐波
広汎性に出現する不規則な徐波は半球性の白質および皮質を含む大きな病変で観察される。
両側性同期性徐波
前頭部間欠性律動性δ活動（FIRDA）に代表される律動性活動がある。かつては上部脳幹、間脳、視床正中部の病変による投射性リズムと考えられていた。近年は皮質および皮質下灰白質の病変が主な原因とされている。
周期性脳波パターン
PLEDsは一側性に出現する高振幅複合波でありヘルペス脳炎や重篤な急性脳血管障害で認められる。広範な皮質興奮性の増大とそれに続く皮質下で発生する抑制が周期性パターンの原因とされている。皮質灰白質での機能異常による急激な神経発射が起こった後、長く持続する過分極が生じてニューロンが不応期に入り周期性が形成される。周期性のトリガーは皮質下と考えられている。バーストサプレッションは深麻酔時あるいは低酸素脳症や広範な頭部外傷でみられる。これは視床からの入力が皮質ニューロンの過分極により遮断されるが、内因性ペースメーカーにより視床皮質ニューロンが再活動して皮質活動が再開して周期的なパターンを呈すると考えられている。

#### 突発波
突然始まり、急速に最大振幅に達し、突然終わるような出現様式をとる脳波を突発波という。突発波の判読で最も重要なのはてんかんであり、てんかんの診断、分類、治療効果判定に脳波は行われることがある。突発波の異常には波形の異常、出現の仕方、出現の場所などの性状が知られている。
波形の異常
棘波、鋭波、棘徐波、多棘徐波などが知られている。棘波（spike）とは持続20msec - 70msec程度の尖った波形であり、鋭波（sharp wave）とは持続70msec - 200msec程度の振幅が大きな尖った波である。棘波ひとつに徐波ひとつが組み合わさると棘徐波複合（spike-and-slow-wave complex）といい、鋭波一つとと徐波一つでは鋭徐波複合（sharp-and-slow-wave complex）という。多棘複合、棘徐波複合といったものも存在する。
出現の仕方
単発、2から3個連なって、群発（数秒続く）といった出現の仕方が知られている。持続的、頻発、散発（sporadic）、律動性（rhythmic）、多律動性、非律動性、周期性、突発性、両側同期性、非同期性といった表現も用いられる。
出現場所
焦点性、半球性、全般性などが知られている。広域性、広汎性、局在性、一側性、両側性、対称性、非対称性といった言葉も使われる。これらは左右差などに注目するのが重要である。

##### 突発性異常
突発性脳波異常は、棘波ならびに鋭波と突発性律動波とに大別される。
棘波（spike）
棘波は突発性脳波異常の最も基本的な形であり、持続が20msec以上70msec未満すなわち1/50～1/14秒で急峻な波形をもち、背景脳波から区別される。前述のように棘波はその出現様式によって散発性と律動性にバースト（群発）を形成することがある。棘波は皮質ニューロンの過同期性発火をあらわすものである。てんかん患者の場合は棘波成分は最も特異的な発作発射と考えられている。孤立性の棘波がかなり長い間隔をおいて散発するばあいは、それはてんかん原焦点の局在を示すだけであり臨床症状は出現しないのが普通である。
棘徐波複合(spike and wave complex)
棘波に持続200～500msecの徐波が続いて現れる場合は棘徐波複合という。棘徐波複合の発生機序に関しては不明であるが徐波は抑制過程を現し、棘波に表現される強い興奮過程の発現に対して、ただちにこれを抑制しようとする生体の防御機構が働くために棘波に続いて徐波が出現するという考え方もある。棘波単独で出現するよりもてんかん原損傷が広範であることが多い。局在性棘徐波複合、全般性（広汎性）棘徐波複合、多棘徐波複合などが知られている。局在性棘徐波複合は焦点性を示す。全般性棘徐波複合には欠神発作の3Hz棘徐波律動などの有名な波形も含まれる。多棘徐波複合にはミオクロニー発作との関連も知られている。
鋭波(sharp wave)
棘波に似ているが、持続が70msec以上200msec未満すなわち1/14～1/5秒の波形を鋭波という。棘波との意義の大差はない。なぜ持続が棘波より長いかということにかんしては棘波に比べてニューロンの同期が不完全であるという考え方がある。同期が不完全になるには2つの機序が知られている。第1にはその部位が原発焦点であっても、空間的にてんかん原損傷部位が広い場合がある。この場合は広い領域にある多数のニューロンが同期するのに鋭波よりも時間がかかると考えられる。第2に原発焦点が対側半球、皮質深部、皮質下諸核などにあって、そこから伝播してくる神経衝撃によって当該皮質部位に鋭波が誘発される場合は、神経衝撃の時間的分散が増大し、持続が長くなると考えられる。
鋭徐波複合(sharp and slow wave complex)
鋭波に徐波が引き続いて形成される場合は鋭徐波複合という。鋭徐波複合は比較的広いてんかん原損傷が存在する部位から記録される。
突発律動波(paroxysmal rhythmic activity)
棘波や鋭波を含むが波形は、散発性、孤発性に出現する場合も律動的に反復する場合も脳波的には発作発射である。棘波や鋭波を含まない場合は振幅が大きく、背景脳波から際立った律動性群発（律動性バースト）をなして出現する場合は発作発射とみなされる場合があり突発律動波という。3Hz、6Hzの徐波の群発、10Hzの高振幅の群発、速波の群発などが知られている。

##### てんかん発作と脳波の対応
| 発作名           | 発作時脳波          | 非発作時脳波                                                     |
| ---------------- | ------------------- | ---------------------------------------------------------------- |
| 定型欠神発作     | 広汎性3Hz棘徐波複合 | 広汎性3Hz棘徐波複合（短い）                                      |
| 非定型欠神発作   | 広汎性遅棘徐波複合  | 広汎性遅棘徐波複合他                                             |
| ミオクロニー発作 | 広汎性多棘徐波複合  | 広汎性多棘徐波複合                                               |
| 強直発作         | 広汎性漸増律動      | 不定                                                             |
| 強直間代発作     | 広汎性棘波、棘徐波  | 広汎性棘徐波複合など                                             |
| 部分発作         | 局在性棘波律動      | 局在性棘波、棘徐波、徐波あるいは徐波律動（出現しないこともある） |

その他、有名なものとしてWest症候群のヒプスアリスミアやLennox症候群非発作期の2Hz前後の鋭･徐波複合、irregularな1.5Hz - 2.5Hzのsharp-and-slow-wave-complexなどが知られている。

##### 病的意義の乏しい突発性活動
下記に述べるものは病的意義に乏しい。偽性てんかん発作波ともいわれる。
6＆14Hz陽性棘波
陽性群発、陽性棘波ともいう。振幅は75μV以下のことが多く、側頭後部、後頭部優位に両側性、一側性ないし左右交代性に睡眠第1～2段階に出現する。年齢依存性があり4歳ころから出現し、12～14歳ころがピークであり成人になると減少する。Gibbsらは自律神経症状を示す視床あるいは視床下部てんかん患者に関連すると記載したがその後、小児、思春期を中心に健常者20～60％に認められることがわかった。正常から境界の所見と考えられる場合が多い。国際学会では病的意義は確立していないとしている。
小鋭棘波（SSS･BETS）
入眠期、軽睡眠期に単発性の小棘波が出現することがあり小鋭棘波といわれた。てんかんとの関連がはっきりしないため良性てんかん型発射（BETS）ともいう。
6Hz棘徐波複合（ファントム棘徐波）
欠神発作で認められる広汎性3Hz棘徐波複合を小型化したような波形であることからファントム棘徐波とも呼ばれる。内因性精神病、特に統合失調症との関連も提唱されている。しかしこれも健常者でも認められる。左右対称性ときに非対称性に全般性に出現するが、前頭部優位や後頭部優位を示すこともある。睡眠第１期で認められることが多いが、過呼吸や光刺激で賦活される。
律動性中側頭部放電（RMTD）
精神運動発作異型ともいう。うとうと状態の時に側頭部、とくに側頭中部を中心に出現する4～7Hzのθ波の群発である。複雑部分発作（精神運動発作）で認められる方形波に似ているため精神運動発作異型と言われたが、てんかん性異常波ではない。群発の持続は10秒以上で一側性または交代性に出現する。
成人潜在性律動性脳波発射（SREDA）
両側または一側の頭頂、側頭部優位に比較的高振幅の4～7Hzの徐波または鋭波様活動が周波数を変えながら律動的に出現し数十秒から数分間持続するパターンであり、この間臨床症状を伴わない。臨床的意義は乏しいと考えられている。
ウィケット棘波
一側（特に左）ないし両側の側頭中部から側頭前部優位に出現する比較的高振幅の律動性6Hzのアーチ型のμ律動様波形である。
頭頂部鋭波
μ律動
覚醒や傾眠時に一側または両側の中心・頭頂部に出現する9～11Hzの律動波
後頭部陽性鋭一過波（POSTs）
ブリーチリズム
骨欠損の場合にμ律動様の波形が目立って出現することがあり、ブリーチリズムといわれる。

### 脳波の賦活
限られた検査時間内で効率よく異常波を誘発・観察するため、主に以下の賦活法が用いられる。
開閉眼賦活法
安静閉眼時に開眼10秒後に閉眼させる。主にαブロック（α attenuationまたはα blocking）をみるための賦活法である。αブロックは視床と皮質反響回路の脱同期によるものと考えられている。一側で開眼によるαブロックが欠如した場合はBancaud現象といい半球の機能異常が示唆される。入眠期に開眼させると覚醒度があがり逆にα波が出現する。徐波があったり、反応性が低い場合は病的意義も高くなる。
過呼吸賦活法（HV）
1分間に20回 - 30回の速さで3分 - 4分間連続して過呼吸を行わせる方法である。過呼吸によって呼吸性アルカローシスになり脳血管が収縮し、安静時に見られなかった徐波が出現したり、振幅が大きくなることがある。このような変化をbuild-upという。10歳以下ではbuild-up自体に病的な意義がないことも多い。過呼吸を中止し1分以内にbuild-upが消失しなかったらそれも所見である。過呼吸を中止すると徐波が一度減少、消失して再び徐波化する場合をre-build upという。build-up、re-build upともにもやもや病などウィリスの大動脈輪障害における所見と考えられている。
光刺激賦活法（PS）
反復光刺激にて後頭葉の突発波を誘発させる方法である。後頭葉に光刺激の周波数に一致した、あるいは調和した脳波が出現し光駆動といわれる。一側性に出現しないときはその部の半球が異常
睡眠賦活法
睡眠によって突発波誘発させる方法である。自然睡眠で行う場合と薬物により睡眠を導入する場合もある。棘波が賦活されやすい。
音刺激
背景脳波の変化などを見る。脳死判定の時に行う（右耳、左耳、それぞれに、3回以上、大声で耳元に近接して名前を呼ぶ）。
痛み刺激
意識障害、脳死判定の時に行う（顔面への疼痛刺激）。

## 意識障害の脳波
脳波所見と意識障害の程度に関してはある程度の相関が認められる。
| 障害の程度 | 刺激への脳波反応 | 基本所見                                           |
| ---------- | ---------------- | -------------------------------------------------- |
| 軽度       | あり             | 正常基礎律動あり                                   |
|            |                  | 正常基礎律動の徐波化                               |
|            |                  | びまん性間欠性徐波の出現                           |
|            |                  | IRDA (intermittent rhythmic delta activity)        |
|            |                  | 三相波                                             |
|            |                  | びまん性持続性多形性徐波                           |
|            |                  | 周期性パターン                                     |
|            |                  | α昏睡                                              |
|            |                  | 低振幅持続性徐波                                   |
|            |                  | burst suppression                                  |
|            |                  | background suppression pattern(<10μl)              |
| 高度       | 消失             | 電気的大脳無活動(electrocerebral inactivity)(<2μl) |

目安としては以下のように評価することもある。
| 程度             | 状態 |
| ---------------- | --- |
| 軽度の意識障害   | 意識が清明な場合は開眼によってα波が抑制されるが、眠気があり軽い意識混濁が認められると開眼してもα波は持続して現れる。 |
| 中等度の意識障害 | 低振幅脳波や広汎性徐波を示す。音刺激などで脳波が反応することがあり、この場合は回復の可能性がある                     |
| 高度の意識障害   | θ波などの他に、三相波、PLEDs、supression-burst,α-comaなどが認められる。                                              |

### 意識障害で特徴的な波形
延髄障害では脳波は正常であるが橋や中脳の障害では紡錘波や高振幅不規則徐波が出現する。間脳障害では高振幅不規則徐波が出現する。
α昏睡
脳幹障害、低酸素脳症、薬物中毒で認められる。8～12Hzのα波が優位であり昏睡初期に見られることが多い。脳幹障害によるものは後頭優位にα波が出現するが低酸素脳症では広汎性かつ前頭部優位の傾向がある。予後が不良な例が多い
β昏睡
全誘導にわたる低振幅速波が特徴的である。椎骨脳底動脈の閉塞、脳幹部の出血の際に認められる。薬物中毒での出現例の報告もある。病変部位はα昏睡と同様であり、なぜ脳波所見が異なるのかは不明。
θ昏睡
意識障害時に前頭部または前頭、中心部優位に出現するθ波を主成分とした脳波所見である。視床網様体と脳幹網様体の一方または両方の破壊で出現すると考えられている。
δ昏睡
このパターンの脳波が最もよく認められる。脳波所見と意識障害の程度が相関する。脳炎、代謝障害、中毒、低酸素の場合は脳幹網様体の直接障害により、占拠性病変の場合は脳圧亢進による二次的な網様体の機能異常でおこるとされている。
三相波
当初は肝性脳症で認められると報告されたが、その他の病態でも出現する。徐波が主体の脳波であり、陰－陽－陰の三相の波がほぼ同期し、頭部前方優勢に現れる。頭部前方から後方にかけて波に時間のずれが見られる。またバーストや群として現れ、振幅の減衰や抑圧が認められることもある。
PLEDs
棘波、鋭波、あるいは複合波が1秒 - 2秒の間隔で片側性に繰り返し現れる場合をPLEDs（プレズ）という。両側に認められる場合をBiPLEDsという。

## てんかんの脳波
てんかんの研究は臨床脳波学における中心課題の一つであり脳波が最も威力を発揮するのも、てんかんの領域である。国際抗てんかん連盟（ILAE）のてんかんおよびてんかん症候群の1989年分類で本稿は説明する。1989年分類では、てんかんをまず全般てんかん（全般発作をもつてんかん）と局在関連（部分、焦点）てんかん（部分発作あるいは焦点発作をもつてんかん）に分ける。他方、病因によって本態性（原発性）てんかん、症候性てんかん、潜在性てんかんに分け、両要因を組み合わせて診断する。

### 部分発作
部分発作とは最初に現れる臨床的ならびに脳波的変化が、一側あるいは両側半球の一部に限局した解剖学的あるいは機能的ニューロン系の賦活が起こっていることを示している発作である。意識が障害されないときは単純部分発作に分類し、意識が障害されるときは複雑部分発作に分類する。

#### 単純部分発作
単純部分発作は焦点局在部位によって、運動徴候をともなうもの、自律神経症状をともなうもの、体性感覚症状あるいは特殊感覚症状を伴うもの、精神症状を伴うものに分類される。単純部分発作の発作時脳波は対応する皮質機能局在領野に始発する局在性反対側性発射であるが頭皮上から常に記録できるとは限らない。発作発射（seizure discharge）は棘波の律動的発射の場合もあり、それより遅い種々の周波数の突発性律動波であることもありえる。臨床上単純部分発作であっても発作時あるいは発作間欠時に脳波上に焦点性突発波がみられない場合は少なくない。単純部分発作の間欠期の脳波は簡単にいうと局在性反対側発射である。焦点発作の部位別の出現頻度では側頭前部焦点、半球性、側頭部、多発性、後頭部、頭頂部、前頭部の順に認められる。
Jasperによる1954年の検討では単純部分発作の焦点性発作性脳波異常は3つに分類することができる。
局在性表在性皮質焦点
頭皮上長径3～4cmの範囲内に散発性の持続の短い棘波が出現し、他の領域にはほぼ正常な脳波が認められる場合には表在性の皮質焦点が想定される。
埋没焦点と二次性両側同期
傍矢状焦点（一側大脳半球の内側）、基底部焦点（大脳半球の下面）、大脳内焦点などが知られている。
広汎性てんかん原領域

#### 複雑部分発作
複雑部分発作は意識障害を伴い、あとに健忘を残す発作である。単純部分発作ではじまり、途中から意識障害を起こす場合と最初から意識障害を伴う場合がある。精神運動発作とほぼ同義であるが一部重ならない点もある。複雑部分発作はふつうは側頭部あるいは前頭、側頭部の皮質、皮質下領域（嗅脳、辺縁系を含む）の一側性または両側性の損傷によっておこる。側頭葉てんかんとの関連が重要である。側頭葉てんかんでは発作発射が側頭葉皮質、島などの皮質から辺縁系（海馬、扁桃体）にいたる投射路を限局性に侵襲すると単純部分発作、すなわち精神発作（錯覚、幻覚）などが出現する。これを外側側頭葉発作という。発射が辺縁系に広がると複雑部分発作とくに自動症を伴うことになる。これを扁桃体・海馬発作という。複雑部分発作の発作間欠期の脳波は一側性あるいは両側性の、ふつうは非同期性の焦点があり、焦点はふつうは側頭部あるいは前頭部に出現する。発作時脳波は一側性の、あるいは両側性の発射で広汎性あるいは側頭部、側頭・前頭部に焦点性に出現する。

#### 二次性全般化
二次性全般化発作は部分発作から二次的に全般化した発作であり、主に現れる発作は強直間代発作である。二次性全般化発作は単純部分発作から強直間代発作が起こる場合、複雑部分発作から強直間代発作が起こる場合、単純部分発作から複雑部分発作を経て強直間代発作となる場合の3パターンが考えられる。単純部分発作か複雑部分発作か明確に区別できない場合もある。

### 全般発作
全般発作は最初の臨床的徴候が、発作開始時に両側の半球が侵襲されていることを示す発作である。意識は障害されることがあり、この意識障害が発作開始時の症状であることもある。運動現象は両側性である。発作時脳波像は発作開始時両側性であり、これはおそらく両側半球に広汎に広がっているニューロン発射を反映している。全般性てんかんは、てんかんの国際分類では特発性で発症が年齢依存性のもの、潜在性あるいは症候性のもの、症候性のものの3つに分かれる。特発性で発症が年齢依存性のものには欠神てんかん、若年欠神てんかん、ミオクロニーてんかん、大発作てんかんなどが含まれる。症候性のものにはウエスト症候群、レノックス症候群、ミオクロニー・失立てんかん、ミオクロニー欠神てんかんが含まれる。てんかん発作の国際分類では全般発作は欠神発作（定型、非定型）、ミオクロニー発作、間代発作、強直発作、強直間代発作、失立発作に分類できる。本稿ではてんかん発作の分類に従い解説する。

#### 欠神発作
欠神発作の純粋な型は、前兆なく突然始まり数秒から20秒ほど持続し、突然終了する。それまで行なっていた諸活動の中断、空虚な凝視、場合によっては短時間の眼球上転が認められる。患者が話をしていれば話しは中断され、歩行中ならばその場に立ちすくみ、食事中ならば食物が口に運ばれる途中で止まる。発作中に話しかけると場合によってはぶつぶつとつぶやくことはあるが普通は応答できない。欠神発作には6つの亜型があり、意識障害だけを示すもの、意識障害に自動症を示すもの、ミオクロニー要素を伴うもの、脱力要素を持つ持つもの、強直要素を持つもの、自律神経要素を持つものが知られている。各亜型は単独も複合もある。いずれの発作型でも普通は発作中は規則正しい左右対称性の3Hz棘徐波複合が出現する。2～4Hz棘徐波のことや多棘徐波複合のこともある。異常脳波は両側性である。発作間欠期はふつう基礎律動は正常であるが、棘波、棘徐波のような突発波が出現することもある。脳波異常は賦活されやすく過呼吸で容易に誘発される。また睡眠やPentetrazolやbemegrideでも誘発できる。

非定型欠神発作は定型欠神発作よりも顕著な筋緊張変化を伴うことが多く、発作の起始、終了が突然ではないという特徴がある。脳波も定型失神発作よりも多彩である。

#### ミオクロニー発作
ミオクロニー発作はミオクロニー痙攣と間代発作に分けられる。
ミオクロニー痙攣
ミオクロニー痙攣は、突然起こる短時間の衝撃様の筋収縮で全般性のこともあり、顔面、体幹、1つあるいはそれ以上の肢、個々の筋あるいは筋群に限局することもある。この発作は急速に反復することも比較的孤立して出現することもある。普通は意識を失わないが時に1～2秒の意識消失を伴うことがある。ミオクロニー痙攣は単独で起こることもあるが、同時に全般強直間代発作を持つものも多い。ミオクロニー痙攣の発作時脳波として普通は多棘徐波あるいは時に棘徐波や鋭徐波が出現する。発作間欠時にも発作時と同様に突発波が認められるため、脳波上突発波が認められても発作が起こっているとは限らない。ミオクロニー痙攣は外的刺激によって誘発されやすい。突然の音響、睡眠で誘発されるが光刺激に対して特に敏感である。ミオクロニー発作を起こすてんかんには乳児良性ミオクロニーてんかん、若年ミオクロニーてんかん、ミオクロニー欠神てんかん、ミオクロニー失立てんかん、乳児重症ミオクロニーてんかんが知られている。乳児良性ミオクロニーてんかんは1～2歳に起こり睡眠初期に全般性棘徐波の短い群発が認められる。若年ミオクロニーてんかん（衝撃小発作）は思春期に起こり発作間欠期、発作時は周波数の速い全般性棘徐波あるいは多棘徐波である。光過敏性であることが多い。ミオクロニー欠神てんかんでは小児欠神てんかんと同様な両側同期性、対称性の3Hz棘徐波が出現する。ミオクロニー失立てんかんでは最初は4～7Hzの律動の他は正常であるが不規則性棘徐波あるいは多棘徐波を示す。乳児重症ミオクロニーてんかんでは全般性あるいは一側性の間代発作、ミオクロニー痙攣をもち、脳波は全般性棘徐波、多棘徐波、焦点性異常、光過敏性を示し極めて難治性である。
間代発作
間代発作はミオクロニー痙攣が律動的に反復するものである。発作時脳波は10Hz以上の速波と徐波、場合によっては棘徐波であり発作間欠期には棘徐波あるいは多棘徐波が出現する。
ミオクローヌスてんかん
ミオクロニー発作と区別が必要な用語である。初期はミオクロニー発作と区別がつきにくいがミオクローヌスてんかんは症候群であり、歯状核赤核淡蒼球ルイ体萎縮症の若年型がこの症候群を呈する。ミオクロニー痙攣、全身性痙攣、認知症などを示す。

#### 強直発作
数秒程度の比較的短時間の強直状態が起こる発作であり、普通、意識は障害されるが回復は早い。普通は眼球や頭部が一側に偏位し、胸部の強直痙攣で呼吸が停止することがある。乳幼児期てんかんに多く、代表疾患はウエスト症候群とレノックスガストー症候群である。ウエスト症候群は発作時は低振幅速波ないし脳波の脱同期、間欠期はヒプスアリスミアが認められる。レノックスガストー症候群は発作時は20Hz前後の速波性同期波や漸増律動が認められ間欠期は鋭徐波が多少とも律動的な発射で出現する。

#### 強直間代発作
強直間代発作にて特発性全般性てんかんによるものと症候性全般性てんかんによるものとがある。部分発作が発展して二次的に全般化して強直間代発作を示すこともある。従来は部分発作の二次性全般化による発作も強直間代発作とし、部分発作の症状を前兆として扱っていたが、国際分類では二次性全般化はあくまで部分発作として扱い、最初から全般性にはじまる強直間代発作と区別している。患者の一部は発作に先立ち形容しがたい予告を体験するが、大部分の患者ではなんら予告症状なしに意識を失う。突然急激な強直性筋収縮が起こり、地上に倒れ、舌を噛んだり、失禁したりする。チアノーゼが起こることもある。その後間代痙攣段階に移行する。間代痙攣後、筋弛緩し意識障害となる。発作時は10Hzあるいはそれ以上の律動波が強直期の間は次第に周波数を減じ振幅を増やし、間代期になると徐波によって中断されるというパターンをとる。発作間欠期には多棘徐波あるいは棘徐波、鋭徐波発射が認められる。全般強直間代発作だけを持つ患者では他の発作型に比べて突発波の出現率が最も低く、1952年のギブスの検討では安静時22％、睡眠時46％にしか突発波は認められなかった。

#### 脱力発作
脱力発作とは筋緊張の突然の減弱が起こるものである。部分的で頭部が前にたれ下顎がゆるんだり、四肢の一つがだらりとしたりする場合もある。全ての筋緊張がカタレプシー様に消失して地上に倒れてしまうなどする。これらの発作が極めて短い時は転倒発作という。意識は消失するとしても短い。持続が長い脱力発作では律動的、連続的に弛緩が進行するという形で進行する。欠神発作の症状として起こることもある。発作時脳波は多棘徐波、平坦化あるいは低振幅速波が出現する。発作間欠期は多棘徐波が出現する。

## 認知症の脳波
アルツハイマー型認知症の患者では脳波は以下のように推移することが知られている。コリンエステラーゼ阻害薬によって徐波が減少することが知られている。
- 正常波形
- α波の貧困化、θ波混在
- 低〜中振幅θ波主体の徐波
- 中〜高振幅θ、δ波にδバーストを伴う大徐波
- 大徐波の低振幅、不規則化
- 平坦化

## 脳波による診断
画像診断学が発達したため、2012年時点、脳波検査では特異度と意義度が高い脳波所見の判読が求められている。特異度が高い脳波所見はその所見で病態診断が可能なものであり、意義度が高い脳波所見はその所見で大脳広範の障害があることを示すものである。
特異度や意義度が高い脳波所見
てんかん性放電、連続性不規則徐波、速波の局所性の振幅低下、三相波、周期性同期性放電、PLEDs、burst suppression、全般性の振幅低下、電気的大脳無活動などがあげられる。逆に非特異的な脳波所見としては基礎律動の徐波化、間欠的不規則徐波、びまん性の速波の増高、sleep onset REMなどがある。連続性不規則徐波はびまん性ならば全般性の大脳皮質の機能低下を示し、局在性ならば器質的な局在異常をしめすため臨床上有用である。間欠性不規則徐波は局在性ならば、その情報の特異度は高いがびまん性ならば大脳皮質の機能低下を示唆する程度であり有効な情報とはいえない。sleep onset REMはナルコレプシーを疑った場合は有効な情報となる。

### 特異度および意義度の高い脳波所見の臨床的相関
てんかん性放電
各所見に応じたてんかん発作型、あるいはてんかん症候群を示唆する。
局所性連続性不規則徐波
当該領域における器質的な障害を示唆する。
びまん性連続性不規則徐波
δ昏睡、θ昏睡、α昏睡、β昏睡、紡錘波昏睡などがこれにあたる。臨床的に急性期の混迷あるいは昏睡状態でこの所見を得た場合は、急性の高度の脳機能障害を示唆する。α昏睡は低酸素脳症や橋病変、β昏睡は薬物中毒との関連があり紡錘波昏睡は比較的予後良好とみなされる。
速波の局所性の振幅低下
当該部位の皮質の器質的障害を示唆する。
三相波
中等度の代謝性脳症で出現する。特に肝不全での出現率が高い。10歳以下では出現しない。
周期性同期性放電
クロイツフェルト・ヤコブ病や亜急性硬化性全脳炎において、短周期および長周期放電として認められることが多いが、急性期の低酸素脳症でも出現する。
PLEDs
急性の皮質および白質の破壊性病変、あるいは部分てんかん重積状態を反映する。
burst suppression
高度急性の低酸素脳症あるいは中毒性脳症を反映して、通常は予後不良のことが多い。
全般性の振幅低下
臨床的に昏睡状態の患者においては、高度のびまん性脳障害を反映して、通常は予後不良のことが多い。
電気的大脳無活動
臨床的に脳死の状態に対応する。

## 脳の活動と周波数変化
安静・閉眼時に出現していた後頭部優位のα波は開眼すると速やかに振幅が減衰する。このように、感覚入力（体性感覚、聴覚、視覚など）、運動、覚醒状態の変化、認知活動などによって周波数成分が変わることが知られており、生理学や心理学研究で応用されている。高速フーリエ変換、周波数フィルタなどの信号処理技術が必要となる。
ある周波数成分が刺激などの事象に前後して増加することを「事象関連同期」（event-related synchronization : ERS）と呼び、減少することを「事象関連脱同期」（event-related desynchronization : ERD）と呼ぶ。
また周波数変化を利用してロボットアームなどを動かす研究（brain-computer interface : BCI）の研究も進められており、義手などへの応用が期待される（後述）。

### 引き込み
周期的な刺激により特定周波数帯の脳波が増強される現象を引き込み（英: entrainment）という。点滅する明かり（フリッカー）や特定の周波数成分のみからなる音声が脳波の引き込みを起こすことが知られている。

## 加算平均法と様々な解析
例えば正中神経刺激を行うと、約20ms後に対側一次感覚野の神経細胞が反応する。この反応は、背景脳波に比べて電位がかなり小さいので直接波形を観察しても見分けることはできない。これを解決するために、正中神経刺激を複数回（100回など）繰り返し、刺激に時間を揃えて加算平均（average）すると、正中神経刺激に関連した電位変化のみ観察できる。これは背景脳波は電気刺激とは無関係にランダムに発生していると考えられるため複数回平均することで打ち消しあうことを利用したものである。
加算平均を応用した方法として、体性感覚誘発電位（SEP）、聴覚脳幹誘発電位（BAEP、ABR）、視覚誘発電位（VEP）、様々な事象関連電位、聴性脳幹反応などがある。

## 意思伝達やBMIへの利用
脳波を、意思伝達のほか、義手や機械、コンピューターを制御するブレイン・マシン・インタフェース(BMI)に利用する技術開発が進められており、一部の実験は成功している。筋萎縮性側索硬化症（ALS）や脳梗塞などで四肢の機能に障害を負った人のリハビリテーションや生活の補助への利用を目的としているが、脳への「不正アクセス」が可能になりかねないことへの懸念も指摘されている。
| 発表年 | 内容                                | 開発者                    | 備考                                                      | doi                              |
| ------ | ----------------------------------- | ------------------------- | --------------------------------------------------------- | -------------------------------- |
| 1988   | 文字入力                            | L.A. Farwell, et al.      | P300 speller                                              | 10.1016/0013-4694(88)90149-6     |
| 1991   | コンピュータカーソルの1次元操作     | Jonathan R Wolpaw, et al. | μ波を利用                                                 | 10.1016/0013-4694(91)90040-B     |
| 1999   | 脊髄損傷患者による物体把持          | Richard T. Lauer, et al.  | β波の検知→外部からの筋肉刺激による物体把持                | 10.1097/00001756-199906030-00026 |
| 2004   | コンピュータカーソルの2次元操作     | Jonathan R Wolpaw, et al. | μ波を左右軸に、β波を上下軸に利用                          | 10.1073/pnas.0403504101          |
| 2011   | ドローンの仮想空間における3次元操縦 | Alexander J. Doud, et al. | 運動想起(4種の組み合わせ計6パターン)によるμ波の変化を利用 | 10.1371/journal.pone.0026322     |
| 2013   | ドローンの現実空間における操縦      | Karl LaFleur, et al.      |                                                           | 10.1088/1741-2560/10/4/046003    |